# Zorganizowana część przedsiębiorstwa
Zorganizowana część przedsiębiorstwa – organizacyjnie i finansowo wyodrębniony w istniejącym przedsiębiorstwie zespół składników materialnych i niematerialnych, w tym zobowiązania, przeznaczonych do realizacji określonych zadań gospodarczych, który zarazem mógłby stanowić niezależne przedsiębiorstwo samodzielnie realizujące te zadania.